# Pablo Ortiz Fernández
Pablo Ortiz Fernández (Jaén, 13 de mayo de 1994), es un futbolista español que juega de centrocampista y su equipo actual es el Club Deportivo San Roque de Lepe.

## Trayectoria
Es un joven mediocampista, con mucha proyección y que ha militado toda su carrera deportiva en el Real Jaén Club de Fútbol, tanto en las categorías inferiores como en el primer equipo. Fue considerado en las últimas campañas una de las perlas de la cantera jiennense.
En la temporada 2015/16, llegó a disputar un total de 29 partidos y casi 2.000 minutos con el conjunto andaluz. Fue el jugador de la plantilla jienense con mejor porcentaje de pases completados (80%), con una media de 47,7 pases finalizados.
En julio de 2016, el FC Cartagena incorpora a sus filas al jugador a la plantilla 2016/17 tras el acuerdo alcanzado entre el jugador y el club.
En enero de 2017, firma con el Club Deportivo Guijuelo, quien participó en la primera vuelta de la temporada en 8 partidos (1 como titular) en Segunda División B con el Cartagena.
El 20 de junio de 2017 se convierte en el primer fichaje de la temporada que realiza el Linares Deportivo, firmando por dos temporadas 2017 y 2018. 

## Clubes
| Club                             | País   | Año           | Partidos | Goles |
| -------------------------------- | ------ | ------------- | -------- | ----- |
| Real Jaén Club de Fútbol "B"     | España | 2011-2014     | 22       | 4     |
| Martos Club Deportivo            | España | 2014          | 9        | 0     |
| Real Jaén Club de Fútbol         | España | 2014-2016     | 40       | 1     |
| Fútbol Club Cartagena            | España | 2016          |          |       |
| Club Deportivo Guijuelo          | España | 2017-2017     |          |       |
| Linares Deportivo                | España | 2017-2019     |          |       |
| Club Deportivo San Roque de Lepe | España | 2020-presente |          |       |